# یواس‌اس کاوسلیپ (۱۸۶۳)
یواس‌اس کاوسلیپ (۱۸۶۳) (به انگلیسی: USS Cowslip (1863)) یک کشتی بود که طول آن ۱۲۳ فوت (۳۷ متر) بود. این کشتی در سال ۱۸۶۳ ساخته شد.